# ネリュングリ

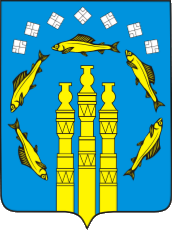
市の紋章

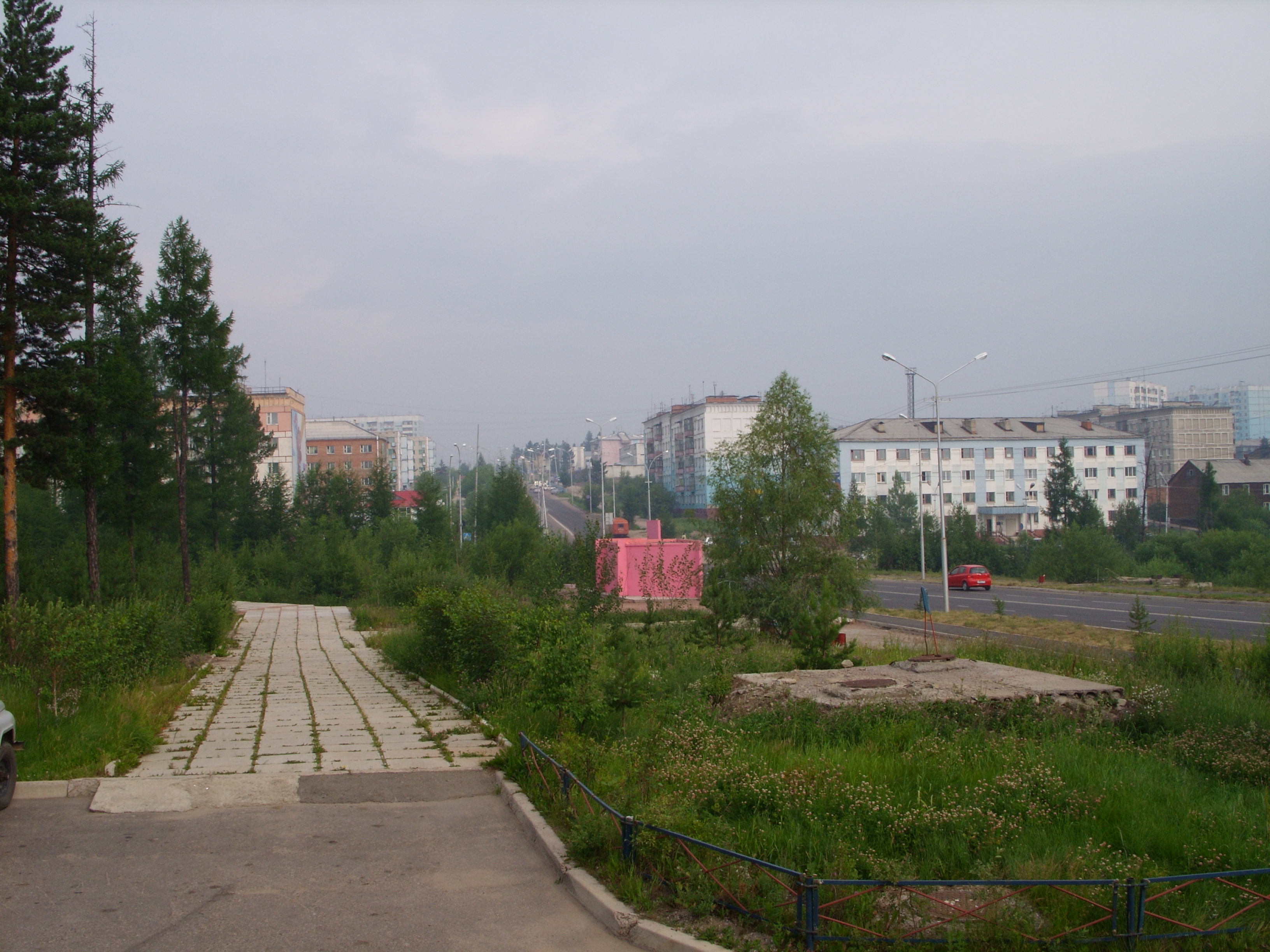
ネリュングリ市街

ネリュングリ (Neryungri、ロシア語: Нерюнгри、サハ語: Нүөрүҥгүрү)は、ロシア・シベリアのサハ共和国南部にある鉱山都市である。位置は北緯56度40分00秒 東経124度42分00秒 / 北緯56.66667度 東経124.70000度。人口は約6万人である。2002年時点では、約7万人であることから減少気味であるが、サハ共和国の首都ヤクーツクに次ぐ大きな都市でもある。
中国東北部の国境から北に約600㎞の距離に位置するネリュングリの街はスタノヴォイ山脈の北麓の西部にあり、レナ川水系のチュリマン川のほとりにある。ヤクーツクからは南西へ740km。南ヤクート炭田の中心都市で、良質の瀝青炭など高品位炭を多く産出する。ネリュングリ空港があるほかシベリア鉄道・バム鉄道から北へ延びる鉄道支線（アムール・ヤクーツク鉄道）の駅があり、日本や韓国など国外へ輸出する石炭輸送のインフラも整っている。北30kmには同じく炭鉱都市のチュリマンがある。日本は1980年代にソ連と補償貿易協定を結び、ヤクート炭田の設備を支援する見代わりにこの地の高品位炭を大量に輸入しているが、その量は1990年代以来減少している。
1975年、付近の炭鉱の発見と操業開始に伴い市となり、近くの小川・ネリュングリ川にちなんで「ネリュングリ」の名がつけられた。ロシアの市としては新しい部類に入る。ネリュングリの名はエヴェンキの言葉でグレーリング（カワヒメマス） ( Grayling ) を意味する。都市成立以来、ネリュングリ市街は炭鉱や工場からなる「旧市街」と、住宅を中心とした「新市街」の二つに分かれている。